# Scandal Vol. 2
Scandal, Vol. 2 es la segunda parte del cuarto álbum de estudio de la cantautora noruega Marion Raven precediendo al lanzamiento en Noruega de su álbum "Scandal Vol. 1" editado el 22 de septiembre de 2014 en iTunes y en formato CD, el EP fue lanzado el 2 de febrero de 2015, el álbum contiene nuevamente 8 canciones entre ellas el nuevo sencillo, "Better than This", Raven confirmó en sus redes sociales, que una versión internacional de "Scandal" podría ser lanzada posteriormente, e incluiriría un aproximado de 11 canciones, aunque no se han dado fechas ni información adicional.

## Sencillos
- "Better Than This" es el primer single del álbum, lanzado solo en Noruega por medio de iTunes como descarga digital. La canción fue presentada en vivo en la gran final del reality show noruego, Idol Norge, el sencillo será promocionado internacionalmente ya que "Better than This" también está incluido en el álbum "Songs From a Blackbird" en su edición internacional editado en agosto del 2014, el video musical ya fue grabado durante el mes de noviembre, y fue estrenado el 16 de enero en Noruega y el 13 de febrero internacionalmente. El sencillo y el video fueron puestos a la venta en iTunes el mismo 13 de febrero en todo el mundo excepto en Escandinavia.

- "Kicks In" es el segundo sencillo del álbum, y fue lanzado como una sorpresa para todos sus fanes alrededor del mundo, a pesar de que la canción está disponible a la venta solamente en Noruega, Marion lanzó la canción a la radio en Noruega el 13 de marzo de 2015 y fue presentada en la TV noruega mediante el programa "Senkveld" que es uno de los programas con más popularidad en Noruega. El video fue puesto en Youtube también el 13 de marzo y está disponible para su reproducción en todo el mundo.

## Canciones
| #  | Title                  | Writer(s)                                       | Duration |
| -- | ---------------------- | ----------------------------------------------- | -------- |
| 1. | "Kicks In"             | Marion Raven, Børge Fjordheim                   | 3:57     |
| 2. | "The Flame"            | Marion Raven, Børge Fjordheim, Morten Abel      | 3:30     |
| 3. | "Better than This"     | Marion Raven, Børge Fjordheim                   | 3:46     |
| 4. | "Clown"                | Marion Raven, Kjetil Holmstad-Solberg           | 3:37     |
| 5. | "Like a Moth"          | Marion Raven, Børge Fjordheim                   | 4:33     |
| 6. | "Running"              | Marion Raven, Simone Eriksrud, Thomas Kongshavn | 3:30     |
| 7. | "When You Come Around" | Marion Raven, Børge Fjordheim                   | 3:43     |
| 8. | "Goodbye My Love"      | Marion Raven, Børge Fjordheim                   | 3:16     |